# Allyre Sirois
Allyre Louis Joseph Sirois (Vonda, Saskatchewan, Canadá, 25 de agosto de 1923 - Saskatoon, Saskatchewan, Canadá, 8 de septiembre de 2012) fue un juez canadiense de la Court of Queen's Bench for Saskatchewan.

## Experiencia durante la guerra
Sirois nació y se crio en Vonda, Saskatchewan durante sus años de escuela primaria; sus padres fueron Paul Emile Sirois y Bertha Pion Sirois. Se educó en varios institutos, y se incorporó al Toronto's Radio College of Canada (1940-41). En 1941, respondió a la llamada de ayuda de Gran Bretaña para la II Guerra Mundial enrolándose en la Armada Canadiense, con lo que fue asignado a los Signal Corps. En 1943 pasó a la Oficina de Guerra (MI5) para el espionaje en la Francia ocupada, principalmente debido a su fluidez en francés. Fue agente en la sección F del Special Operations Executive y enviado a la Francia ocupada como operador de radio bajo el nombre en clave Gustave. Operando desde Angulema organizó 24 entregas de armas y el bombardeo de la ciudad. Volvió a Saskatchewan poco después de la Navidad de 1944.